# Yulema Corres Somovilla
Yulema Corres Somovilla (Vitòria, 7 de març de 1992) és una futbolista basca.
Davantera, es formà al Club Deportivo Aurrerá de Vitoria de la Segona divisió femenina. La temporada 2014-15 fitxà per l'Athletic Club de Bilbao, amb el qual debutà a la Primera divisió. Amb el club basc, ha guanyat un títol de Lliga (2015-16) i set Copes del País Basc (2014, 2015, 2016, 2017, 2018, 2021, 2023). Per altra banda, des del 2014 ha marcat 68 gols en més de 200 partits, essent la temporada 2016-17 el seu millor registre amb divuit. Ha sigut internacional amb la selecció de futbol del País Basc en set ocasions des del 2014 i ha marcat dos gols.